# ولادیمیر بوکوفسکی
ولادیمیر بوکوفسکی (روسی: Влади́мир Константи́нович Буко́вский؛ ۳۰ دسامبر ۱۹۴۲ – ۲۷ اکتبر ۲۰۱۹) نویسنده، فعال حقوق بشر، سیاستمدار و دگراندیش اهل اتحاد جماهیر شوروی بود. او اصلیتش بریتانیایی بود، اما در روسیه متولد شد. از اواخر دهه ۱۹۵۰ تا اواسط دهه ۱۹۷۰، او یک چهره برجسته در جنبش مخالف اتحاد جماهیر شوروی بود که در داخل و خارج از کشور شناخته شده بود. او در مجموع دوازده سال را در زندانهای روان‌پزشکی-بیمارستان‌ها، اردوگاه‌های کار و زندان‌های اتحاد جماهیر شوروی گذراند.
پس از اخراج از اتحاد جماهیر شوروی در اواخر ۱۹۷۶، بوکوفسکی همچنان در مخالفت آشکار با نظام شوروی و کاستی‌های رژیم‌های جانشین آن در روسیه باقی ماند. او که یک فعال، نویسنده و فیزیولوژیست عصبی بود، به خاطر نقشش در کمپین افشاسازی و توقف سوء استفاده سیاسی از روان‌پزشکی در اتحاد جماهیر شوروی تجلیل می‌شود.
ولادیمیر عضو شورای مشورتی بین‌المللی بنیاد یادبود قربانیان کمونیسم، مدیر صندوق سپاس (که در ۱۹۹۸ برای بزرگداشت و حمایت از مخالفان سابق تأسیس شد)، و همچنین عضو شورای بین‌المللی بنیاد حقوق بشر مستقر در نیویورک بود، بوکوفسکی عضو ارشد مؤسسه کاتو در واشینگتن دی سی نیز بود.
در سال ۲۰۰۱، ولادیمیر بوکوفسکی مدال آزادی ترومن-ریگان را دریافت کرد، که از ۱۹۹۳ هر ساله توسط بنیاد یادبود قربانیان کمونیسم اعطا می‌شود.

## دوران جوانی
ولادیمیر بوکوفسکی از پدر و مادری روسی در شهر بلبی در جمهوری سوسیالیستی خودمختار باشقیر (جمهوری باشقورتستان در فدراسیون روسیه) به دنیا آمد که خانواده‌اش در طول جنگ جهانی دوم به آنجا تبعید شدند. پس از جنگ او و پدر و مادرش به مسکو بازگشتند، جایی که پدرش کنستانتین (۱۹۰۸–۱۹۷۶) روزنامه‌نگار معروف شوروی بود. ولادیمیر در آخرین سال تحصیلی خود در مدرسه به دلیل ایجاد و ویرایش یک مجله غیرمجاز اخراج شد. برای برآورده کردن شرایط درخواست پذیرش در دانشگاه، تحصیلات متوسطه خود را در کلاس‌های شبانه به پایان رساند. بوکوفسکی در رشته زیست‌شناسی در دانشگاه دولتی مسکو ثبت نام کرد، اما در سن ۱۹ سالگی به دلیل انتقاد از کومسومول، یعنی اتحادیه کمونیست‌های جوان، اخراج شد.

## کنشگری دوران شوروی

### تجمعات

#### میدان مایاکوفسکی
در سپتامبر ۱۹۶۰، بوکوفسکی برای تحصیل در رشته زیست‌شناسی وارد دانشگاه مسکو شد. در آنجا او و برخی از دوستانش تصمیم گرفتند که شعرخوانی غیررسمی را در میدان مایاکوفسکی که پس از پرده برداری از مجسمه شاعر در مرکز مسکو در ۱۹۵۸ ایجاد شد آغاز کرده و اشعار او را احیا کنند. آنها با شرکت کنندگان قبلی از جمله ولادیمیر اوسیپوف، سردبیر بومرنگ (۱۹۶۰)، و یوری گالانسکوف که دو نمونه از سمیزدات ادبی، ققنوس (۱۹۶۱) را صادر کرده بودند، تماس گرفتند. در آن زمان بوکوفسکی ۱۹ ساله یادداشت‌های انتقادی خود را در مورد اتحادیه جوانان کمونیست یا کومسومول نوشت. بعداً این متن توسط کاگ‌ب با عنوان «تزهایی در مورد فروپاشی کومسومول» شناخته شد. بوکوفسکی اتحاد جماهیر شوروی سوسیالیستی را به عنوان یک «جامعه غیرقانونی» که با یک بحران ایدئولوژیک حاد مواجه است، نشان داد. او اظهار داشت که کومسومول «مرده» است، زیرا اقتدار اخلاقی و معنوی خود را از دست داده بود و خواستار دموکراتیک شدن آن شد. این متن و سایر فعالیت‌های او، بوکوفسکی را مورد توجه مقامات قرار داد. او پیش از اخراج از دانشگاه در پاییز ۱۹۶۱ دو بار مورد بازجویی قرار گرفت و پس از آن دستگیر و زندانی شد.

#### تجمع گلاسنوست، ۵ دسامبر ۱۹۶۵
در دسامبر ۱۹۶۵، بوکوفسکی به تدارک تظاهراتی در میدان پوشکین در مرکز مسکو برای اعتراض به محاکمه نویسندگان آندری سینیاوسکی و یولی دانیل برگزار کرد. او «تقاضای مدنی» توسط ریاضیدان و شاعر الکساندر اسنین ولپین را منتشر کرد که از مقامات می‌خواست از قوانین اتحاد جماهیر شوروی سوسیالیستی که به گلاسنوست در روند قضایی نیاز دارند از جمله پذیرش عموم و رسانه‌ها در هر محاکمه ای، اطاعت کنند. تظاهرات در ۵ دسامبر ۱۹۶۵ (روز قانون اساسی) به عنوان گردهمایی یا تجمع گلاسنوست شناخته شد و آشکارا آغاز جنبش فعال حقوق مدنی شوروی بود.
خود بوکوفسکی نتوانست در این تظاهرات شرکت کند و سه روز قبل به اتهام توزیع مطالب دستگیر شد، برای حکم داده شده برای او، درخواست تجدید نظر شد، اما وی تا ژوئیه ۱۹۶۶ در پسیخوشکاهای مختلف، از جمله بیمارستان شماره ۱۳ لوبلینو، استولبووایا و مؤسسه سربسکی نگهداری شد.

### اخراج از اتحاد جماهیر شوروی (۱۹۷۶)
سرنوشت بوکوفسکی و دیگر زندانیان سیاسی در اتحاد جماهیر شوروی سوسیالیستی بارها توسط دیپلمات‌های غربی و گروه‌های حقوق بشری مانند سازمان عفو بین‌الملل مورد توجه جهانیان قرار گرفته بود.
در دسامبر ۱۹۷۶، بوکوفسکی از اتحاد جماهیر شوروی اخراج شد و در فرودگاه زوریخ توسط دولت شوروی با دبیرکل زندانی حزب کمونیست شیلی، لوئیس کوروالان مبادله شد. بوکوفسکی در زندگی‌نامه خود در سال ۱۹۷۸ توضیح می‌دهد که چگونه او را با دستبند به سوئیس آورده‌اند.

### بازگشت به اتحاد جماهیر شوروی (۱۹۹۱)
در آوریل ۱۹۹۱، ولادیمیر بوکوفسکی برای اولین بار پس از تبعید پانزده ساله خود به مسکو بازگشت.
در آستانه انتخابات ریاست جمهوری ۱۹۹۱، تیم رقابت‌های انتخاباتی بوریس یلتسین، بوکوفسکی را در لیست معاونان بالقوه خود در انتخابات قرار داد. اما در فرجام انتخابات الکساندر روتسکوی افسر ارتش و کهنه سرباز جنگ ۱۹۷۹–۱۹۸۹ افغانستان و قهرمان اتحاد جماهیر شوروی انتخاب شد. در ۵ دسامبر ۱۹۹۱، هر دو محکومیت بوکوفسکی در دوران شوروی با حکم دادگاه عالی «جمهوری فدراتیو سوسیالیستی روسیه شوروی» لغو شد. سال بعد پرزیدنت بوریس یلتسین به‌طور رسمی تابعیت روسیه را به بوکوفسکی بازگرداند، او با وجود اخراج از کشور هرگز از تابعیت شوروی محروم نشده بود.

## فعالیت‌های پس از اتحاد جماهیر شوروی
روانپزشکان بریتانیایی و اروپایی که اسناد مربوط به آزار روان‌پزشکی منتشر شده توسط بوکوفسکی را ارزیابی کردند در ۱۹۷۱ به توصیف اسناد وی پرداختند: اطلاعاتی که ما در مورد ولادیمیر بوکوفسکی داریم نشان می‌دهد که او از آن دسته افرادی است که ممکن است برای مقامات هر کشوری شرمنده باشد، زیرا به نظر می‌رسد که مایل نیست برای راحتی و آسایش شخصی سازش کند و معتقد است که آنچه را که به روشنی می‌داند می‌تواند او را به خطر بیندازد.
بلافاصله پس از انحلال اتحاد جماهیر شوروی، ولادیمیر بوکوفسکی دوباره مورد توجه مقامات روسیه قرار گرفت. او در بحران قانون اساسی روسیه در ۱۹۹۳ در اکتبر همان سال از یلتسین علیه شورای عالی حمایت کرد، اما از قانون اساسی جدید روسیه که دو ماه بعد تصویب شد، انتقاد کرد، زیرا برای تضمین تداوم قدرت یلتسین طراحی شده بود. به گفته بوکوفسکی، یلتسین از ۱۹۹۴ به بعد گروگان سازمان‌های امنیتی شد و لذا احیای حکومت کاگ ب اجتناب ناپذیر بود.